# Madonna (Bad Kissingen)

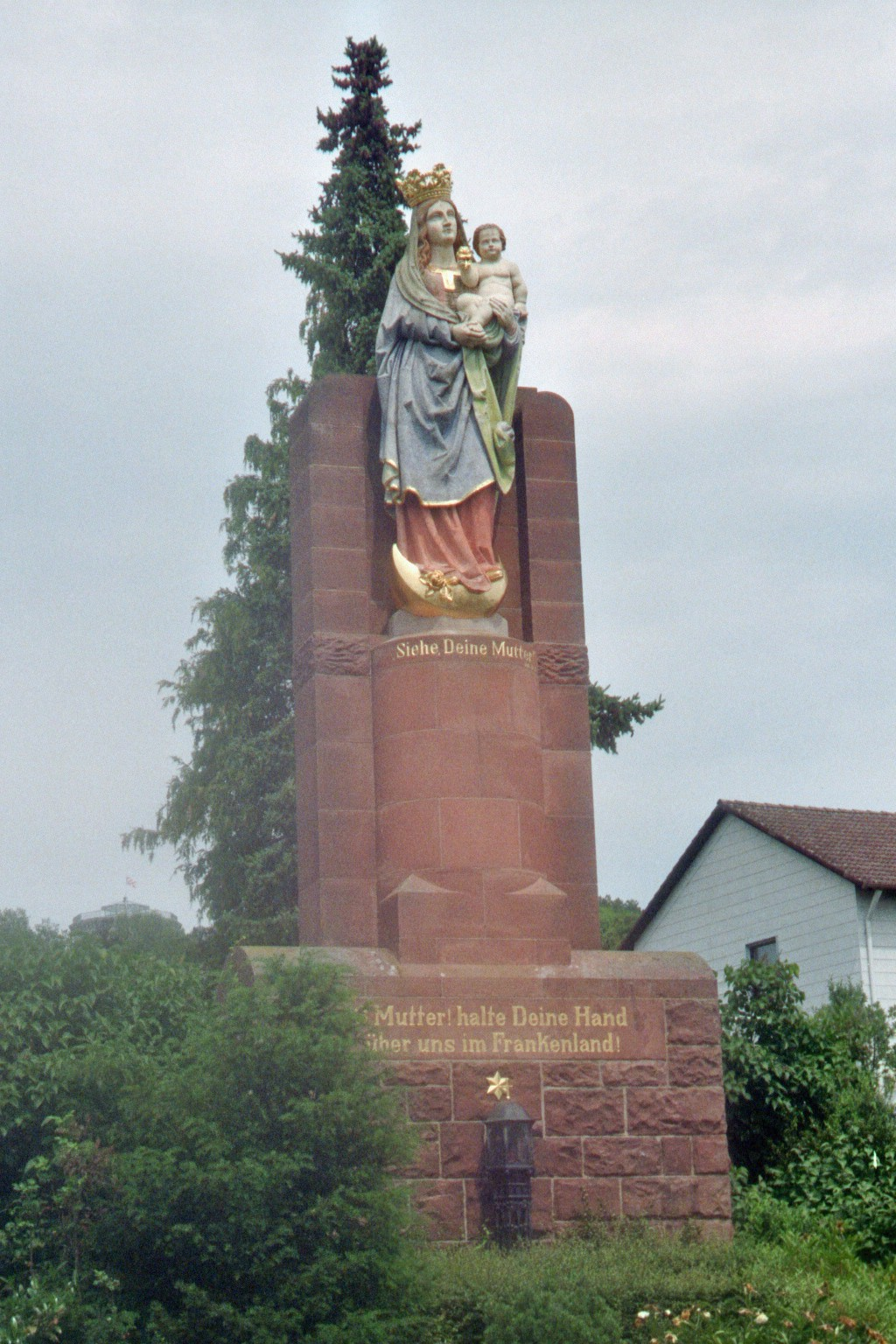
Madonna-Skulptur am Sinnberg (Valentin Weidner).

Die Bad Kissinger Madonna ist eine an spätgotische Vorbilder angelehnte Madonnenskulptur in der bayerischen Kurstadt Bad Kissingen im unterfränkischen Landkreis Bad Kissingen. Sie gehört zu den Bad Kissinger Baudenkmälern und ist unter der Nummer D-6-72-114-261 in der Bayerischen Denkmalliste registriert.

## Geschichte

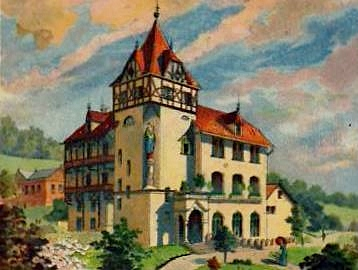
Villa Rosenhügel (1899) mit Madonnen-Figur

Die Madonnen-Großskulptur wurde um das Jahr 1900 von Bildhauer Valentin Weidner gestaltet und war zunächst als Hausmadonna Bestandteil der Villa Rosenhügel unterhalb des Garitzer Altenberg an der Schönbornstraße. Der Protestant Geisler, Besitzer der Villa Rosenhügel, verkaufte sie im April 1906 an Stadtpfarrer Friedrich Roth. Im Jahr 1909 kam die Statue unter Pfarrer Roth an ihren jetzigen Standort am Sinnberg an der Kreuzung von Lenbachstraße und Marienweg nahe dem jetzigen Parkfriedhof versetzt.
Die ursprüngliche Umzäunung existiert nicht mehr; zum anderen ist die Statue zwischenzeitlich von Bebauung umgeben. Eine erste Renovierung der Statue fand im Jahr 1981 statt, wobei Weidners Signatur nachgewiesen werden konnte. In den 1990er Jahren wurde die Bepflanzung um die Skulptur herum beschnitten. Zwischenzeitlich wurde die Statue ein weiteres Mal renoviert.